# Керес, Роберт
Роберт Керес (эст. Robert Keres, 14 августа 1907, Урвасте, Лифляндская губерния — 29 октября 1946, Фройденталь) — эстонский баскетболист, волейболист и легкоатлет, выступавший в барьерном беге и тройном прыжке. Участник летних Олимпийских игр 1936 года.

## Биография
Роберт Керес родился 14 августа 1907 года в российском селе Урвасте Лифляндской губернии (сейчас в Эстонии).
В 1929 году окончил Тартуский педагогический колледж, в 1940 году — Тартуский университет.
Начал заниматься баскетболом и волейболом в 1924 году клубе «Калев» из Тарту. Выступал в его составе в 1924—1930 годах, в 1930—1940 годах защищал цвета тартуского клуба ИМКА. В его составе трижды выигрывал чемпионат Эстонии по баскетболу (1934, 1936—1937), дважды — по волейболу (1932, 1934).
В 1933 году стал бронзовым призёром студенческого чемпионата мира по баскетболу.
В 1936 году вошёл в состав сборной Эстонии по баскетболу на летних Олимпийских играх в Берлине, поделившей 9-12-е места. Провёл 3 матча, набрал 14 очков (по 6 матчах со сборными Филиппин и Франции, 2 — с США).
В 1937 году участвовал в чемпионате Европы по баскетболу в Риге, где сборная Эстонии заняла 5-е место. Провёл 4 матча, набрал 8 очков (по 4 в матчах со сборными Египта и Латвии).
В течение карьеры провёл за сборную Эстонии по баскетболу 14 матчей.
Был двукратным бронзовым призёром чемпионата Эстонии по лёгкой атлетике — в 1933 году в тройном прыжке, в 1934 году в беге на 110 метров с барьерами.
В 1931—1944 годах преподавал в Тарту математику и гимнастику. Основал объединение спортивных кружков Тартуской средней школы. В 1931—1935 годах был молодёжным лидером тартуской организации ИМКА, входил в штаб Тартуского скаутского полка. Судил соревнования по баскетболу и волейболу. Был спортивным корреспондентом эстонских газет Rahvaleht и Vaba Maa.
В 1944 году эмигрировал в Германию, где был мобилизован в вермахт. Участвовал во Второй мировой войне.
Умер 29 октября 1946 года в немецком городе Фройденталь от ран, полученных на войне.